# Drappier

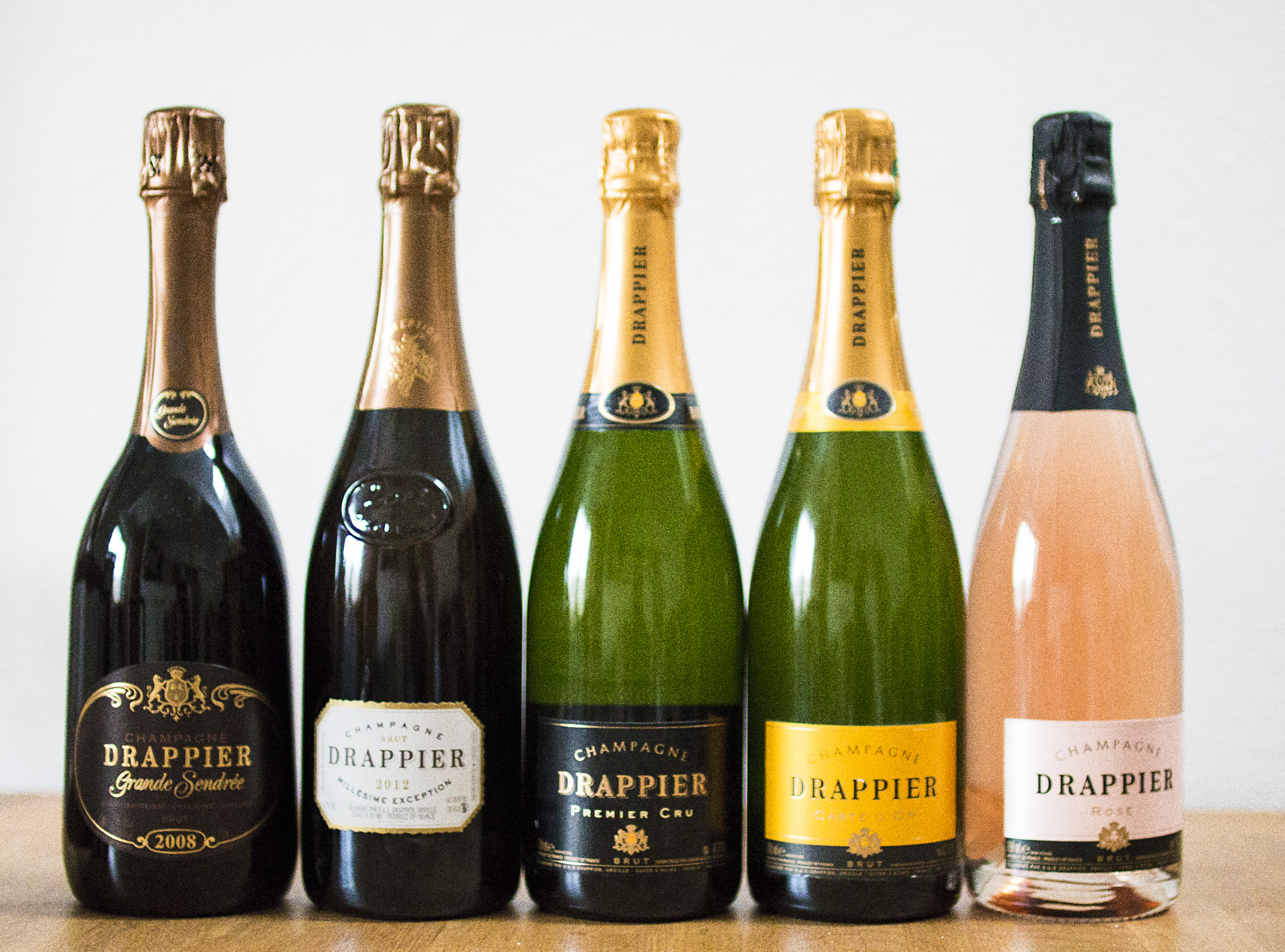
Flessen van Drappier

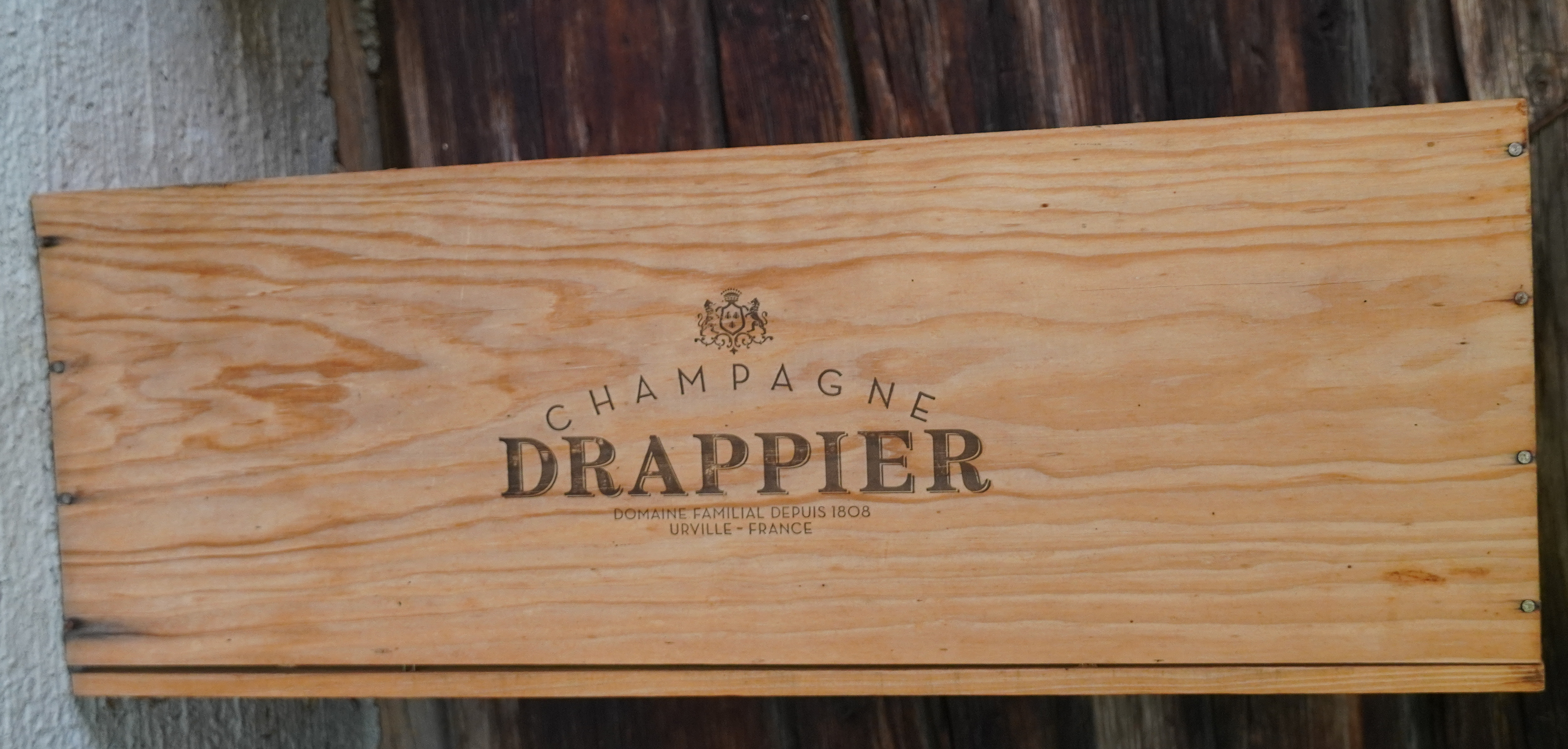
Champagnekist van Drappier

Drappier is een in 1808 in Urville opgericht champagnehuis. Drappier is een familiebedrijf. Het bedrijf verwerkt behalve de ook door andere huizen veel gebruikte pinot noir, pinot meunier en chardonnay druiven van de minder bekende Arbane, Petit Meslier en Blanc Vrai. De nadruk ligt sterk op de na de phylloxera crisis in de late 19e eeuw aangeplante pinot noir. De druiven worden op 90 hectare wijngaard in de Côte des Bar en op de hellingen van de Montagne de Reims verbouwd. 
Michel Drappier volgt sedert 1979 de vinificaties, en sedert 2016 wordt hij bijgestaan door dochter Charline en zoon Hugo, achtste generatie van de familie. De Drappiers beschikken over 65 hectaren wijngaard, waarvan 27 hectaren bio worden bewerkt. De jaarproductie bedraagt ca. 1,5 miljoen flessen.
De kelders werden in de 12e eeuw gebouwd door de monniken van de abdij van Clairvaux en zijn een grote toeristische trekpleister met een belangrijke historische waarde. Ze liggen op slechts 14 km van Colombey-les-Deux-Eglises, de rustplaats van Charles de Gaulle, een voormalige klant van het huis Drappier. Het bedrijf bezit ook kelders ("crayeres") in de krijtrotsen onder Reims.
Naast een unieke stijl is het Champagnehuis Drappier de enige die elk van zijn flessen, van de halve fles tot de uiterst zeldzame Primat (27 liter) en Melchisédech (30 liter) met individuele schuimvorming, riddling en disgorging in de originele fles uitwerkt. Dit respect voor de traditie is de garantie voor een uitzonderlijke wijn, zowel voor zijn frisheid als voor zijn finesse.

## Champagnes
Champagnes die het bedrijf maakt zijn:
- "Carte d'or": bevat 80-90% Pinot noir, 5-15% Chardonnay en 5% Pinot Meunier.  Deze champagne is een mengeling van 3 jaargangen en krijgt een opvoeding van 36 maanden ‘sur lattes’. Hij krijgt een dosage van slechts 6,5 gr/l.
- "Blanc de Blancs Signature"
- "Rosé"
- "Grande Sendrée" (De cuvée de prestige van het huis):  Deze cuvée ontleent zijn naam aan een perceel dat na de brand die Urville in 1836 verwoestte, met as werd bedekt. Er is een spelfout geslopen in de kopie van het kadaster, maar deze vintage wordt nu gekenmerkt door een "S". De Grande Sendrée is een reproductie van een fles uit de 18e eeuw, gevonden in de kelders van Urville.
- "Grande Sendrée Rosé",
- "Brut nature",
- "Brut nature sans soufre": is niet gezwaveld. Een dergelijke wijn zonder sulfiet is uitzonderlijk en gedacht voor cliënten die allergisch zijn. Het huis is terughoudend met zwavelen. Een van de champagnes van Drappier is "Drappier Brut Carte D’Or", een koosjere champagne.

- "Brut nature Rosé"
- "Charles de Gaulle": De Franse president Charles de Gaulle woonde in Colombey-les-Deux-Églises op een paar kilometer van de wijngaarden in Urville. Daar schonk hij een Drappier champagne met 80% pinot noir. Al in 1960 werd deze assemblage de "Drappier Charles de Gaulle" genoemd.[1]
- "Millésime Exception”
- "Quattuor": een speciale blend van de mindere gekende druiven:  25% arbane, 25% chardonnay, 25% petit meslier en 25% pinot blanc.